# Lista recordurilor mondiale pe velodrom
Lista recordurilor mondiale pe velodrom, recunoscute de Uniunea Ciclistă Internațională.
| Disciplina                           | Ciclistă                                                      | Timpul         | Data              | Țara      |
| ------------------------------------ | ------------------------------------------------------------- | -------------- | ----------------- | --------- |
| Sprint, ultimi 200m resp. 200m rapid | Olga Sljussarewa (RUS)                                        | 10,831 s       | 25. aprilie 1993  | Rusia     |
| 500m Start rapid                     | Erika Salumäe (URS)                                           | 29,655 s       | 6. august 1987    | Bolivia   |
| 500m Sprint echipă                   | Australia (Kaarle McCulloch, Anna Meares)                     | 32,923 s       | 25. martie 2010   | Danemarca |
| 500m contra cronometru               | Simona Krupeckaitė (LIT)                                      | 33,296 s       | 25. martie 2009   | Polonia   |
| 3000m contra cronometru              | Sarah Ulmer (NZL)                                             | 3 min 24,537 s | 22. august 2004   | Grecia    |
| 3000m echipă                         | Noua Zeelandă (Rushlee Buchanan, Lauren Ellis, Alison Shanks) | 3 min 21,552 s | 25. martie 2010   | Danemarca |
| record pe oră                        | Leontien Zijlaard-van Moorsel (NED)                           | 46,065 km      | 1. octombrie 2003 | Mexic     |

| Disciplina                          | Ciclist                                                                 | Timpul         | Data               | Țara         |
| ----------------------------------- | ----------------------------------------------------------------------- | -------------- | ------------------ | ------------ |
| Sprint, ultimi 200m bzw. 200m rapid | Kévin Sireau (FRA)                                                      | 9,572 s        | 30. mai 2009       | Rusia        |
| 500m Start rapid                    | Chris Hoy (GBR)                                                         | 24,758 s       | 13. Mai 2007       | Bolivia      |
| 750m Sprint echipă                  | Regatul Unit (Chris Hoy, Jason Kenny, Jamie Staff)                      | 42,950 s       | 15. august 2008    | China        |
| 1000m contra cronometru             | Arnaud Tournant (FRA)                                                   | 58,875 s       | 10. octombrie 2001 | Bolivia      |
| 4000m contra cronometru             | Chris Boardman (GBR)                                                    | 4 min 11,114 s | 29. august 1996    | Regatul Unit |
| 4000m echipă contra cronometru      | Regatul Unit (Ed Clancy, Paul Manning, Geraint Thomas, Bradley Wiggins) | 3 min 53,314 s | 18. august 2008    | China        |
| record pe oră                       | Ondřej Sosenka (CZE)                                                    | 49,7 km        | 19. Juli 2005      | Rusia        |

| Disciplina                           | Junioare                                                   | Timpul         | Data               | Țara          |
| ------------------------------------ | ---------------------------------------------------------- | -------------- | ------------------ | ------------- |
| Sprint, ultimii 200m bzw. 200m rapid | Rebecca Angharad James (GBR)                               | 11,093 s       | 13. august 2009    | Rusia         |
| 500m Start rapid                     | Svetlana Potemkina (URS)                                   | 30,230 s       | 29. octombrie 1991 | Rusia         |
| 500m Sprint echipă                   | Franța (Magali Baudacci, Olivia Montauban)                 | 36,119 s       | 13. iulie 2008     | Africa de Sud |
| 500m contra cronometru               | Lizandra Guerra (CUB)                                      | 35,010 s       | 10. decembrie 2005 | Rusia         |
| 2000m contra cronometru              | Josephine Tomic (AUS)                                      | 2 min 23,184 s | 5. august 2007     | Mexic         |
| 3000m contra cronometru pe echipă    | Australia (Michaela Anderson, Megan Dunn, Melissa Hoskins) | 3 min 28,363 s | 12. august 2009    | Rusia         |

| Disciplina                        | Juniori                                                                    | Timpul          | Data              | Țara              |
| --------------------------------- | -------------------------------------------------------------------------- | --------------- | ----------------- | ----------------- |
| Sprint, ultimii 200m, 200m rapid  | Ahmed Lopez (CUB)                                                          | 10,168 s        | 10. august 2002   | China             |
| 500m Start rapid                  | Alexandre Khromikhe (URS)                                                  | 26,969 s        | 9. august 1990    | Uniunea Sovietică |
| 750m sprint pe echipă             | Franța (Charlie Conord, Jollet Thierry, Quentin Lafargue)                  | 46,523 s        | 13. iulie 2008    | Africa de Sud     |
| 1000m contra cronometru           | Ahmed Lopez (CUB)                                                          | 1 min. 01,376 s | 11. august 2002   | China             |
| 3000m contra cronometru           | Parker Dale (AUS)                                                          | 3 min 13,958 s  | 2. februarie 2010 | Australia         |
| 4000m contra cronometru pe echipă | Rusia (Ivan Savitskiy, Konstantin Kuperasov, Matvey Zubov, Viktor Manakov) | 4 min 04,448 s  | 30. Mai 2009      | Rusia             |